# Irene Velásquez
Irene Velásquez Valencia (Puente Alto, 8 febbraio 1932) è un'ex cestista cilena.

## Carriera
Con il Cile ha disputato due edizioni dei Campionati del mondo (1957, 1964) e due dei Giochi panamericani (Chicago 1959, San Paolo 1963).